# Mary Philips

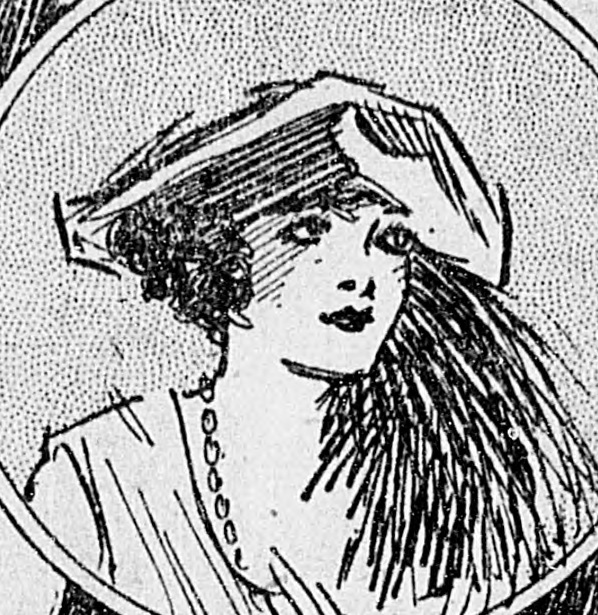
Zeichnung von Mary Philips in der New York Daily Tribune (1922)

Mary Philips (* 23. Januar 1901 in New London, Connecticut; † 22. April 1975 in Santa Monica, Kalifornien) war eine US-amerikanische Theater- und Filmschauspielerin.

## Leben und Karriere
Ihre größten Erfolge feierte Mary Philips als Bühnendarstellerin: Zwischen den späten 1910er- und 1940er-Jahren war sie in zahlreichen Produktionen am Broadway zu sehen. Kurz nach Einführung des Tonfilms gab sie im Jahr 1929 ihr Filmdebüt und konnte sich auch im Kino eine nennenswerte Karriere aufbauen, wenngleich es meist bei Nebenrollen blieb. Ihre wohl wichtigsten Kinorollen hatte die Schauspielerin an der Seite von Gary Cooper und Helen Hayes in der Hemingway-Verfilmung In einem anderen Land (1932) sowie als Mutter der mörderischen Gene Tierney im Melodram Todsünde (1945). In den 1950er-Jahren war Philips auch vereinzelt in Fernsehrollen zu sehen. Bereits 1954 drehte die Schauspielerin ihren letzten Film, Prinz Eisenherz.
Mary Philips war von 1928 bis 1938 mit dem Schauspieler Humphrey Bogart und von 1938 bis zu seinem Tod 1962 mit dem Schauspieler Kenneth MacKenna verheiratet. Mit Bogart blieb sie trotz der Scheidung bis zu seinem Tod befreundet und besuchte auch seine Beerdigung. Mary Philips starb 1975 im Alter von 74 Jahren an Lungenkrebs.

## Filmografie (Auswahl)
- 1929: Broadway’s Like That (Kurzfilm)
- 1932: In einem anderen Land (A Farewell to Arms)
- 1937: Die Braut trug Rot (The Bride Wore Red)
- 1937: As Good as Married
- 1937: That Certain Woman
- 1937: Wings Over Honolulu
- 1938: Mannequin
- 1944: Die Träume einer Frau (Lady in the Dark)
- 1945: Die tollkühnen Abenteuer des Captain Eddie (Captain Eddie)
- 1945: Incendiary Blonde
- 1945: Küsse und verschweig mir nichts! (Kiss and Tell)
- 1946: Todsünde (Leave Her to Heaven)
- 1947: Meine bessere Hälfte (Dear Ruth)
- 1949: A Woman’s Secret
- 1949: Dear Wife
- 1951: Dear Brat
- 1951: I Can Get It for You Wholesale
- 1954: Prinz Eisenherz (Prince Valiant)